# Satya Gunput
Satya Gunput, né le 30 octobre 1991, est un escrimeur britanno-mauricien. Il pratique l'épée en compétition.
Il fut membre de l'équipe britannique junior, avant d'opter, en 2012, pour la nationalité mauricienne. Il est alors capitaine de l'équipe de l'Université d'Oxford, où il étudie l'Histoire. Il échoue de peu à se qualifier pour les Jeux olympiques d'été de 2012. Après deux défaites en quarts de finale aux Jeux africains et aux championnats d'Afrique, il décroche sa première médaille en 2017, battu en finale des championnats d'Afrique par l'Égyptien Ayman Fayez.

## Palmarès
- Championnats d'Afrique d'escrime
  -  Médaille d'argent aux championnats d'Afrique d'escrime 2017
- Jeux africains
  -  Médaille de bronze aux Jeux africains de 2019